# Villequier
Villequier és un municipi francès situat al departament del Sena Marítim i a la regió de Normandia. L'any 2007 tenia 762 habitants.

## Fills il·lustres
- Placide-Alexandre-Guillaume Poultier (1814-1887) tenor dramàtic.

## Demografia

### Població
El 2007 la població de fet de Villequier era de 762 persones. Hi havia 318 famílies de les quals 80 eren unipersonals (44 homes vivint sols i 36 dones vivint soles), 109 parelles sense fills, 105 parelles amb fills i 24 famílies monoparentals amb fills.
La població ha evolucionat segons el següent gràfic:
Habitants censats

### Habitatges
El 2007 hi havia 365 habitatges, 318 eren l'habitatge principal de la família, 22 eren segones residències i 25 estaven desocupats. 338 eren cases i 26 eren apartaments. Dels 318 habitatges principals, 241 estaven ocupats pels seus propietaris, 72 estaven llogats i ocupats pels llogaters i 5 estaven cedits a títol gratuït; 10 tenien dues cambres, 40 en tenien tres, 92 en tenien quatre i 176 en tenien cinc o més. 245 habitatges disposaven pel capbaix d'una plaça de pàrquing. A 146 habitatges hi havia un automòbil i a 149 n'hi havia dos o més.

### Piràmide de població
La piràmide de població per edats i sexe el 2009 era:
| Homes | Edats   | Dones |
| ----- | ------- | ----- |
| 0     | 95 o +  | 0     |
| 0     | 90 a 94 | 8     |
| 0     | 85 a 89 | 4     |
| 0     | 80 a 84 | 4     |
| 8     | 75 a 79 | 16    |
| 24    | 70 a 74 | 24    |
| 12    | 65 a 69 | 12    |
| 16    | 60 a 64 | 32    |
| 28    | 55 a 59 | 28    |
| 28    | 50 a 54 | 12    |
| 20    | 45 a 49 | 16    |
| 32    | 40 a 44 | 32    |
| 44    | 35 a 39 | 44    |
| 24    | 30 a 34 | 32    |
| 32    | 25 a 29 | 20    |
| 12    | 20 a 24 | 12    |
| 20    | 15 a 19 | 28    |
| 44    | 10 a 14 | 24    |
| 36    | 5 a 9   | 12    |
| 20    | 0 a 4   | 28    |

## Economia
El 2007 la població en edat de treballar era de 505 persones, 385 eren actives i 120 eren inactives. De les 385 persones actives 349 estaven ocupades (190 homes i 159 dones) i 35 estaven aturades (16 homes i 19 dones). De les 120 persones inactives 49 estaven jubilades, 31 estaven estudiant i 40 estaven classificades com a «altres inactius».

### Ingressos
El 2009 a Villequier hi havia 326 unitats fiscals que integraven 799 persones, la mediana anual d'ingressos fiscals per persona era de 19.273 €.

### Activitats econòmiques
Dels 15 establiments que hi havia el 2007, 1 era d'una empresa alimentària, 1 d'una empresa de fabricació d'altres productes industrials, 2 d'empreses de construcció, 2 d'empreses de comerç i reparació d'automòbils, 1 d'una empresa de transport, 4 d'empreses d'hostatgeria i restauració, 3 d'empreses de serveis i 1 d'una entitat de l'administració pública.
Dels 4 establiments de servei als particulars que hi havia el 2009, 1 era una oficina de correu, 1 fusteria, 1 electricista i 1 restaurant.
L'any 2000 a Villequier hi havia 26 explotacions agrícoles que ocupaven un total de 738 hectàrees.

## Equipaments sanitaris i escolars
El 2009 hi havia una escola elemental.

## Poblacions més properes
El següent diagrama mostra les poblacions més properes.